# Jurrie Koolhof
Jurjen Jacob Koolhof, detto Jurrie (Beerta, 10 gennaio 1960 – Duiven, 28 gennaio 2019), è stato un calciatore e allenatore di calcio olandese, attaccante della nazionale olandese.

## Biografia
Dopo il ritiro ha vissuto a Beerta, il paese dove è nato, ed è sposato con Monique, da cui ha avuto due figli: Wesley (nato nel 1989), tennista ex numero 1 ATP di doppio, e Dean (nato nel 1994), che gioca nelle giovanili del De Graafschap.
È morto il 28 gennaio 2019, a 59 anni, dopo una lunga malattia.

## Carriera

### Giocatore

#### Club
Ha iniziato la sua carriera nel Veendam, arrivando in prima squadra nel 1978, dove inizia a segnare sul finire della stagione, passa così al Vitesse, dove, nella seconda stagione, riesce a segnare 19 goal in sole 16 presenze. Nell'estate del 1982 passa così al PSV, dove resta per cinque stagioni, vincendo per due volte il campionato. Nel 1984 subisce un infortunio che lo costringe a stare lontano dai campi per due anni.
Dopo il ritorno in campo, avvenuto nella stagione 1986-1987, giocherà dal 1987 per altre sette stagioni, andando prima al Groningen, poi Vitesse e De Graafschap.
Concluderà la carriera nel 1994 al Veendam.

#### Nazionale
Prima dell'infortunio Koolhof ha giocato 5 partite con la Nazionale olandese, ma non è mai riuscito a segnare. Ha esordito il 14 agosto 1982 a Eindhoven contro la Grecia, subentrando a Piet Wildschut al 46'.
Ha giocato la sua ultima partita con gli Oranje il 16 febbraio 1983 contro la Spagna a Siviglia, poi, dopo essersi infortunato, non è più stato richiamato in nazionale.

### Allenatore
Dopo il ritiro, nel 2000 ha iniziato la carriera da allenatore nel De Graafschap, dove è rimasto fino al 2002. In seguito ha allenato AGOVV Apeldoorn, Dordrecht, Maastricht, Cambuur e Persijap Jepara.

## Statistiche

### Cronologia presenze e reti in nazionale
| Cronologia completa delle presenze e delle reti in nazionale ― Paesi Bassi | Cronologia completa delle presenze e delle reti in nazionale ― Paesi Bassi | Cronologia completa delle presenze e delle reti in nazionale ― Paesi Bassi | Cronologia completa delle presenze e delle reti in nazionale ― Paesi Bassi | Cronologia completa delle presenze e delle reti in nazionale ― Paesi Bassi | Cronologia completa delle presenze e delle reti in nazionale ― Paesi Bassi | Cronologia completa delle presenze e delle reti in nazionale ― Paesi Bassi | Cronologia completa delle presenze e delle reti in nazionale ― Paesi Bassi |
| Data                                                                       | Città                                                                      | In casa                                                                    | Risultato                                                                  | Ospiti                                                                     | Competizione                                                               | Reti                                                                       | Note                                                                       |
| -------------------------------------------------------------------------- | -------------------------------------------------------------------------- | -------------------------------------------------------------------------- | -------------------------------------------------------------------------- | -------------------------------------------------------------------------- | -------------------------------------------------------------------------- | -------------------------------------------------------------------------- | -------------------------------------------------------------------------- |
| 14-4-1982                                                                  | Eindhoven                                                                  | Paesi Bassi                                                                | 1 – 0                                                                      | Grecia                                                                     | Amichevole                                                                 | -                                                                          | 46’                                                                        |
| 1-9-1982                                                                   | Reykjavík                                                                  | Islanda                                                                    | 1 – 1                                                                      | Paesi Bassi                                                                | Qual. Euro 1984                                                            | -                                                                          | 46’                                                                        |
| 10-11-1982                                                                 | Rotterdam                                                                  | Paesi Bassi                                                                | 1 – 2                                                                      | Francia                                                                    | Amichevole                                                                 | -                                                                          | 46’                                                                        |
| 19-12-1982                                                                 | Aquisgrana                                                                 | Malta                                                                      | 0 – 6                                                                      | Paesi Bassi                                                                | Qual. Euro 1984                                                            | -                                                                          | 66’                                                                        |
| 16-2-1983                                                                  | Siviglia                                                                   | Spagna                                                                     | 1 – 0                                                                      | Paesi Bassi                                                                | Qual. Euro 1984                                                            | -                                                                          |                                                                            |
| Totale                                                                     |                                                                            | Presenze                                                                   | 5                                                                          |                                                                            | Reti                                                                       | 0                                                                          |                                                                            |

## Palmarès

### Giocatore
- Campionato olandese: 2

PSV Eindhoven: 1985-1986, 1986-1987
- Eerste Divisie: 2

Vitesse: 1988-1989
De Graafschap: 1990-1991